# Hypoderme (peau)
Pour les articles homonymes, voir Hypoderme.

A. Épiderme
B. Derme
C. Subcutis/Hypodermis
D. Vaisseaux sanguins et lymphatiques
E. Stratum germinativum (couche basale)
1. Poil
2. Stratum corneum (couche cornée)
3. Couche pigmentée
4. Stratum spinosum (cellules cubiques)
5. Stratum basal (couche basale)
6. Muscle érecteur du poil
7. Glande sébacée
8. Follicule pileux
9. Papille du poil
10. Fibre nerveuse
11. Glande sudoripare
12. Corpuscule de Pacini (récepteur sensoriel)
13. Artère
14. Veine
15. Terminaison nerveuse libre (récepteur sensoriel)
16. Papille dermique
17. Pore

L'hypoderme est la couche de tissus immédiatement située sous le derme de la peau. Il n'est généralement pas considéré comme faisant partie de la peau comme tel (McKinley et al, Marieb et Hoehn). Il est lié au derme vers la profondeur. C'est un tissu conjonctif lâche richement vascularisé qui contient selon les endroits plus ou moins de tissu adipeux. Il sert d'interface entre le derme et les structures mobiles situées en dessous de lui comme les muscles et les tendons. Il protège également l'organisme des chocs physiques, des variations de température et sert de réserve adipeuse.
Ce tissu sous-cutané est formé de cônes fibreux hypodermiques, séparés par des lobules adipocytaires, qui constituent les panicules adipeux. Lorsque le tissu adipeux y est abondant, l'hypoderme porte le nom de «graisse sous-cutanée». 
Il a une épaisseur variable selon les localisations; elle est mince au front et épaisse au niveau des zones devant supporter un impact telles que les fesses ou les talons.

## Rôles
Rôles liés à la structure fibreuse :
- lieu de passage pour les vaisseaux et les nerfs à destination du derme ;
- présence de corpuscules tactiles ;
- lien entre la peau et les structures sous-jacentes.

Rôles liés aux adipocytes :
- réserve énergétique ;
- isolant thermique ;
- amortisseur mécanique ;
- rôle endocrine : sécrétion de leptine et d'aromatase.

## Sémantique et risques de confusion
Dans le domaine dermatologique et de l'hypoderme, le mot « cellulite » peut avoir deux sens très différents :
1. la Cellulite (lipodystrophie) ; c'est une dystrophie de certaines cellules stockant le tissu adipeux qui évoluent alors pour former des « capitons » (aspect « peau d'orange » apparaissant lors d'une pression sur les fibres de collagène avoisinantes) ;  Quand elle est accompagnée de rétention d'eau on parle d'hydrolipodystrophie ;
2. la Cellulite (infection) ; elle fait partie des infections anaérobies des tissus mous[1]. C'est un état pathologique grave induit par certaines souches de microbes qui causent des infections streptococciques, penumococciques ou par Escherichia coli[2] éventuellement nécrosante[3]. C'est un motif fréquent d'hospitalisation. Cette maladie est souvent mortelle sans traitement ou chez des personnes immunodéprimé, en raison d'un syndrome de choc, septique et toxinique toujours sévère[4].